# أحمد بن محمد السالم
أحمد بن محمد السالم (ولد في 20 يونيو 1958)، نائب وزير الداخلية السعودي السابق والأمين العام لمجلس وزراء الداخلية العرب لثلاث ولايات متتالية من (5 يناير 1992 - 31 مايو 2001)، يعمل حاليًا أستاذًا زائرًا بجامعة الملك سعود وجامعة الأمير سلطان وعضوًا لمجلس إدارة جمعية الاقتصاد السعودية.

## المؤهلات التعليمية
حاصل على دكتوراه في علم الاقتصاد عام 1987م من جامعة كاليفورنيا الحكومية، وماجستير في الاقتصاد عام 1983م من الجامعة ذاتها، وبكالوريوس في الاقتصاد عام 1981م من ذات الجامعة.

## الخبرات العملية
- عمل خبيرًا اقتصاديًّا في البنك الدولي في مجال اقتصاديات التنمية 1989م.
- عمل أستاذاً مساعداً غير متفرغ في معهد الدراسات الدبلوماسية التابع لوزارة الخارجية في المملكة العربية السعودية (1987م – 1988م).
- عمل مستشاراً بديوان رئاسة مجلس الوزراء بالمملكة العربية السعودية (1987م إلى منتصف عام 1992م).
- انتخب أميناً عاماً لمجلس وزراء الداخلية العرب بتاريخ 5/1/1992 وباشر مهامه الفعلية في 1/6/1992م.[2]
- أعيد انتخابه لمنصب الأمين العام، ولمدة ثلاث سنوات أخرى، اعتباراً من 1/6/1995م.
- أعيد انتخابه للمرة الثانية لمنصب الأمين العام، لمدة ثلاث سنوات اعتباراً من 1/6/1998م.
- انتهت ولايته الثالثة والأخيرة بمنصب الأمين العام لمجلس وزراء الداخلية العرب يوم 31/5/2001م.
- له مشاركات في وسائل الإعلام المحلية والإقليمية.
- أنجز العديد من البحوث والدراسات الاقتصادية.
- شارك في العديد من اللقاءات الإقليمية والدولية ومنها قمة موناكو السنوية.
- عين وكيلاً لوزارة الداخلية بالمرتبة الممتازة بالأمر الملكي الصادر بتاريخ 9/4/1422هـ.
- مددت خدمته وكيلاً لوزارة الداخلية لمدة أربع سنوات اعتباراً من تاريخ 9/4/1426هـ.
- مددت خدمته وكيلاً لوزارة الداخلية لمدة أربع سنوات اعتباراً من تاريخ 9/4/1430هـ.
- عين مستشاراً بوزارة الداخلية بمرتبة وزير بتاريخ 22/9/1430هـ.
- مددت خدمته في 22 رمضان 1434هـ بمرتبة وزير لمدة أربع سنوات.[4]

## الحياة العملية

### مجلس وزراء الداخلية العرب
أثناء تولي السالم منصب الأمين العام لمجلس وزراء الداخلية العرب؛ عقد أكثر من 180 مؤتمرًا واجتماعًا امنيًا عربيًا تحت مظلة المجلس. شارك في حوالي 30 اجتماعًا وزاريًا عربيًا تحت مظلة جامعة الدول العربية، كما تولّى الإعداد والتحضير للاجتماع المشترك لوزراء الداخلية والعدل العرب الذي انعقد في إطار جامعة الدول العربية - الأول من نوعه - والذي أجمع فيه 44 وزيرًا على الاتفاقية العربية لمكافحة الإرهاب وجرى التوقيع عليها في 1998م. استكمل المجلس منظومة مكافحة الإرهاب أثناء توليه منصب الأمين العام، حيث أقرّ مدونة قواعد السلوك لمكافحة الإرهاب للدول الأعضاء والإستراتيجية العربية لمكافحة الإرهاب والاتفاقية العربية لمكافحة الإرهاب. شارك في العديد من اللقاءات رفيعة المستوى التي عقدتها بعض المنظمات الإقليمية والدولية، مثل: جمعية الأمم المتحدة، والانتربول.
كما تم خلال تولي السالم منصب الأمين العام للمجلس تدشين مقر الأمانة العامة لمجلس وزراء الداخلية العرب في 2001م على ضفاف البحيرة في العاصمة التونسية على شرف صاحب السمو الملكي الأمير نايف بن عبد العزيز آل سعود.

### وزارة الداخلية السعودية
تولّى الإعداد والتحضير لحوالي 20 اجتماعًا لأصحاب السمو أمراء المناطق برئاسة سمو وزير الداخلية آنذاك الأمير نايف بن عبد العزيز آل سعود. شارك في اجتماعات سمو وزير الداخلية الأمير نايف بن عبد العزيز مع نظراءه من الدول العربية والأجنبية، وكذلك في لقاءات سموه مع عدد من قادة دول العالم. كما ترأس العديد من اجتماعات وكلاء إمارات المناطق.

## العضويات
- عضو مجلس الشؤون الاقتصادية والتنمية.[1]
- عضو الهيئة الوطنية للأمن السيبراني.
- رئيس اللجنة الإشرافية العليا لتصحيح أوضاع المقيمين.
- عضو المجلس الأعلى للسجون.
- عضو الهيئة العليا للسياحة.
- عضو مجلس الدعوة والإرشاد.
- عضو مجلس الإشراف على المدارس الأجنبية.
- عضو جمعية الأطفال المعاقين.
- عضو جمعية الاقتصاد السعودية.
- عضو الهيئة العامة للاستثمار.
- عضو اللجنة الوطنية للسكان.

## الأوسمة والتكريمات
- وسام الملك عبد العزيز من الدرجة الأولى - عام 2001م.
- وسام الجمهورية التونسية من الدرجة الأولى - مايو 2001م.
- وسام الشرف الأول لقوات الأمن الداخلي في الجمهورية التونسية - مايو 2001م.
- الميدالية الفخرية من رئيس الجمهورية الفرنسية - ديسمبر 2010م.
- حصل على العديد من شهادات الشكر والتقدير من الأمير نايف بن عبد العزيز آل سعود ولي العهد نائب رئيس مجلس الوزراء وزير الداخلية سابقا، ومن العديد من المسؤولين الأجانب والمنظمات الإقليمية والدولية.